# Parque Municipal Gruta de Santa Luzia
Popularmente conhecido como Parque da Gruta, o Parque Municipal da Gruta de Santa Luzia é composto por uma grande área remanescente de mata nativa e áreas de reflorestamento com eucaliptos. Ele faz divisa com a área de proteção aos mananciais, sendo um refúgio para pequenos mamíferos, como esquilos e saguis, além de diversas espécies de aves e répteis como lagartos, tartarugas e pequenas cobras. Nele encontram-se nascentes do Rio Tamanduateí, integrante da bacia hidrográfica do alto Tietê, que atravessa, além de Mauá, os municípios de Santo André, São Caetano do Sul e São Paulo, até desaguar no Rio Tietê.  
Com 450.899,68 m², a área provavelmente fez parte de uma fazenda pertencente aos beneditinos, entre os séculos XVI e XVIII, durante o período de ocupação da região. Mais tarde, parte dessa área passou para as mãos de particulares, recebendo o nome de Sítio Itapeva ou Sítio da Pedra Grande. As pedreiras de granito passaram a ser a principal atividade econômica desenvolvida na área.
Numa destas pedreiras havia a gruta, caverna natural que abriga uma das nascentes do rio Tamanduateí. Os escarpelinos ou canteiros, trabalhadores que cortavam os blocos de granito, quando feriam os olhos com lascas de pedras lavavam-nos na água da nascente invocando a proteção de Santa Luzia, protetora dos olhos no catolicismo. Uma imagem de Santa Luzia foi levada em procissão pelos bairros de Mauá e colocada na gruta, onde permaneceu por vários anos. O proprietário da área, ao proteger o entorno da Gruta de Santa Luzia, protegeu também um importante remanescente de Mata Atlântica. No início de 1974, a Prefeitura de Mauá criou o “Parque da Gruta”. Em 1992, o Parque Municipal foi contemplado com recursos do orçamento do IBAMA – Instituto Brasileiro de Meio Ambiente e dos Recursos Naturais Renováveis, da Secretaria Especial do Meio Ambiente, e o Parque recebeu novo nome “Parque Ecológico de Mauá”, oficializada pela Lei Municipal nº 2.425/1992. Promulgada em 1990, a Lei Orgânica do município determina que a “área verde do Parque Municipal de Gruta” deve “ser considerada intocável, para manutenção do ecossistema local” (artigo 173). A Lei nº 3.272/2000, que disciplina o uso, ocupação e urbanização do solo, estabelece que o “Parque Municipal da Gruta de Santa Luzia será regulamentado conforme o Decreto Federal nº 84.017/1979, que dispõe sobre Parques Nacionais”. A Lei nº 4.968/2014 determina ainda a elaboração do Plano de Manejo do parque e a submissão de qualquer tipo de alteração das características atuais à legislação municipal, estadual e federal, em especial as que tratam das Áreas de Preservação Permanente e do Bioma Mata Atlântica.
Em 2009 foram identificadas na área do Parque, sete espécies da flora que constam nas listas oficiais de espécies ameaçadas de extinção. Os principais objetivos do parque são a proteção e a preservação dos ecossistemas naturais e da biodiversidade, podendo ser utilizado para fins científicos, culturais, educativos e recreativos, desde que compatíveis com tais objetivos. O Parque da Gruta recebe durante a semana principalmente o público acima de 30 anos, principalmente para atividades físicas, aos finais de semana muitas famílias. Além de estudantes de escolas públicas e privadas, de diferentes níveis de ensino, que nas visitas agendadas participam das trilhas monitoradas. 
As águas da nascente são impróprias para consumo humano. A conclusão é de estudo realizado pelo Centro Universitário Fundação Santo André, que começou no segundo semestre de 2007 e terminou no ano seguinte. Em trecho distante cerca de 300 metros da gruta, os pesquisadores localizaram na água a presença de micro-organismos que são encontrados em fezes humanas. Por conta da contaminação por esgoto doméstico, apesar de imprópria ao consumo humano, pode ser utilizada sem prejuízo em outros processos.
Para realizar o estudo, foram coletadas amostras de água do Tamanduateí em seis pontos, ao longo de 12 quilômetros do rio, entre Mauá e Santo André.
O mapeamento espeleológico da Gruta de Santa Luzia foi efetuado pelo Grupo Pierre Martin de Espeleologia.